# Palácio das Artes
O Palácio das Artes, vinculado à Fundação Clóvis Salgado, é o maior centro de produção, formação e difusão cultural de Minas Gerais e um dos maiores da América do Sul. Está localizado em Belo Horizonte e ocupa uma área 18.000 m² dentro do Parque Municipal Américo Renné Giannetti.
Inaugurado em 1971, foi projetado originalmente por Oscar Niemeyer. O complexo cultural dispõe de recursos cênicos e acústicos de elevado padrão técnico para a montagem de óperas, peças teatrais, concertos, espetáculos de dança e shows de música popular, além de salas adequadas e confortáveis para exposições, exibição de filmes, lançamento de livros, palestras, congressos e seminários.
É sede oficial da Orquestra Sinfônica de Minas Gerais, do Coral Lírico de Minas Gerais e da Cia. de Dança Palácio das Artes, além de abrigar o Centro de Formação Artística e Tecnológica (CEFART), com cursos básicos e profissionalizantes de música, dança e teatro.

## História
Na década de 40, o Teatro Municipal de Belo Horizonte, inaugurado em 1909, apresentava sinais de desgaste. Considerando o contexto de vida da cidade, o prefeito Juscelino Kubitschek propôs a criação de um novo teatro. O edifício de 1909, localizado na esquina das ruas Bahia e Goiás, foi então reformado e transformado em cinema, sendo entregue em 1942 e passando a chamar-se Cine Teatro Metrópole.
As obras do novo Teatro Municipal foram iniciadas em 1942. Com projeto original de Oscar Niemeyer, que idealizou o teatro voltado para o centro do terreno do Parque Municipal e ligado à avenida Afonso Pena por uma passarela de concreto, as obras foram paralisadas em 1945. Para preencher a lacuna cultural, foi construído, em 1950, o Teatro de Emergência, depois batizado Teatro Francisco Nunes. Outros prefeitos sucederam Juscelino Kubitschek, porém poucas tentativas de conclusão das obras do novo Teatro Municipal foram feitas.
Em 1955 o projeto do teatro foi reformulado pelo arquiteto Hélio Ferreira Pinto, que voltou o acesso do edifício para a avenida Afonso Pena, sem a passarela originalmente idealizada. Além disso, o projeto foi redimensionado, abrigando, além do teatro já projetado por Niemeyer, sala de exposição, museu de gravura e anfiteatro.
Em 1966 o governador Israel Pinheiro assumiu o compromisso de concluir a obra. Para tanto, foi formada a Comissão do Palácio das Artes, com papel fundamental nos novos rumos da casa e poder de elaborar os estatutos que viriam a subsidiar a criação da Fundação Palácio das Artes. A obra foi entregue em blocos, porém o complexo foi  inaugurado oficialmente em 14 de março de 1971 com a abertura do Grande Teatro do Palácio das Artes, onde foi apresentado O Messias, de Händel, com regência de Isaac Karabtchevsky.
No ano de 1978, Fundação Palácio das Artes passou a chamar-se Fundação Clóvis Salgado, homenageando à atuação de Clóvis Salgado, médico, professor e político que foi o responsável maior pelo levantamento dos recursos financeiros para a retomada das obras e conclusão do complexo.
Posteriormente foram criados outros espaços no complexo cultural: em 1978 foi construído o Cine Humberto Mauro, em 1984 o Teatro João Ceschiatti e a Galeria Arlinda Corrêa Lima. No ano de 1993 foi construída a Sala Juvenal Dias e em 2016 a Galeria Mari’Stella Tristão.
No dia 7 de abril de 1997 um incêndio atingiu o Grande Teatro do Palácio das Artes. Cadeiras e o teto foram destruídos pelo fogo. Não houve mortos nem feridos, pois o teatro estava vazio no momento do acidente. Na reconstrução do teatro, foram incorporadas características novas que o qualificaram como um dos mais modernos e avançados teatros do Brasil.

## Insfraestrutura

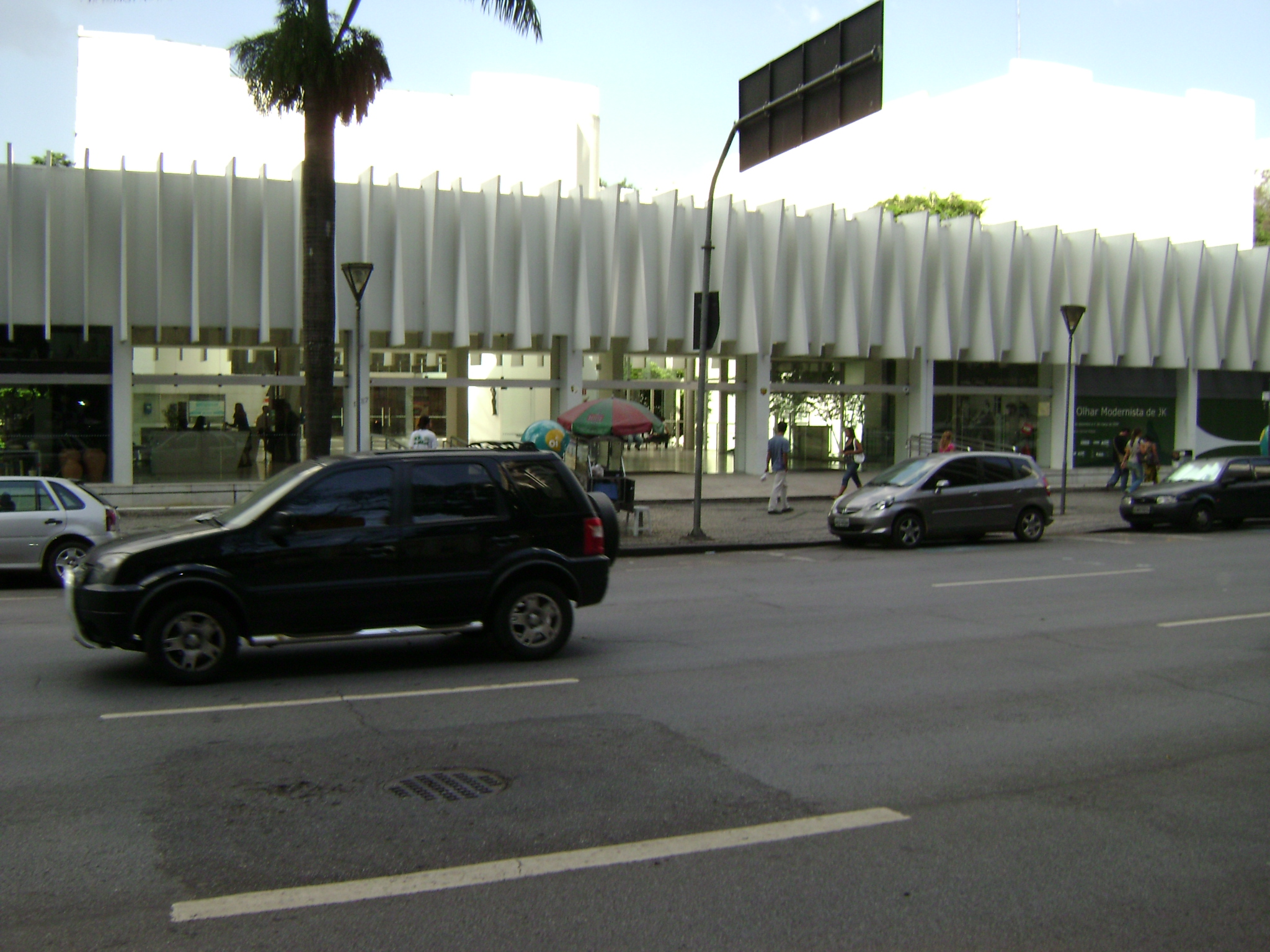
Fachada do complexo cultural vista da avenida Afonso Pena.

O conjunto arquitetônico é composto por teatros, salas de cinema e galerias de arte.
Teatros e salas de concerto
- Grande Teatro
- Sala Juvenal Dias
- Teatro João Ceschiatti

Cinema
- Cine Humberto Mauro

Galerias de arte
- Grande Galeria Alberto da Veiga Guignard
- Galeria Genesco Murta
- Galeria Arlinda Corrêa Lima
- Espaço Mari'Stella Tristão

Biblioteca
- Biblioteca
- Centro de Informação e Pesquisa João Etienne Filho
- Hemeroteca
- Musicoteca

Além desses espaços, existem os jardins internos do palácio e o Foyer do Grande Teatro (onde acontecem também eventos culturais de vários tipos). No Foyer estão localizados o café e a Livraria Usina das Letras.